# Тополка
Топо́лка (болг. Тополка) — село в Кирджалійській області Болгарії. Входить до складу общини Крумовград.

## Населення
За даними перепису населення 2011 року у селі проживали 66 осіб, усі — турки.
Розподіл населення за віком у 2011 році:
Динаміка населення: